# Anaglyptus colobotheoides
Anaglyptus colobotheoides là một loài bọ cánh cứng trong họ Cerambycidae.